# Thermische overdrachtsprinter
Een thermische overdrachtprinter is een printer die door warmte inkt in vaste vorm, versmelt op het printmateriaal.
Er zijn twee duidelijk te onderscheiden types al naargelang de vorm van de inkt:
- 'Solid ink-jet printers' gebruiken was-staven die gesmolten worden. Vervolgens met behulp van inkjet printkop (net zoals bij de ‘liquid ink-jet printers’ (inkjetprinters met vloeibare inkt)) wordt de inkt gespoten (hierdoor catalogeert men deze printers ook onder de inkjet printers). Dit kan rechtstreeks op het materiaal maar meestal spuit men op een ‘drum’ die de inkt dan overdraagt op het printmateriaal.
- Een tweede groep, de ‘ware’ thermische overdrachtprinters ('thermal transfer printer') duwen een lint, met daarop de kleurstof, tegen het printmateriaal aan en de verwarmingselementen in de printkop versmelten de kleurstof op het substraat waar nodig. In dit procedé is er dus contact met het printmateriaal waarop men print. Deze laatste moet dus voldoende vlak en glad zijn om goed resultaat te hebben. Vaak wordt er één kleur per keer neergelegd.  Meestal heeft de printkop en het lint de breedte van het substraat zodat er in één pas geprint kan worden en vindt men dit procedé vooral terug bij smallere printers (foto-, label-, etiket-, badge- en barcodeprinters). Bij monochrome afbeeldingen zijn deze printer dus zeer snel. Bij kleurafdrukken al heel wat trager (tenzij er verschillende printkoppen gemonteerd zijn). In tegenstelling met de linten van een klassieke typemachine of matrix printer, kunnen de linten slechts eenmaal gebruikt worden en heeft men relatief veel verlies aan kleurstof wat dit procedé vrij duur maakt. Voordeel is echter dat er gebruik kan gemaakt worden van steunkleuren.

Al naargelang het type kleurstof zijn er andere toepassingsmogelijkheden:
- - ‘Sublimatie-linten’ leveren hoge fotografisch kwaliteit. Deze technologie wordt meer en meer gebruikt in kleine fotoprinters.
  - ‘Was-linten’ vindt men vooral in label-, barcode printers door de scherpe afdrukken  (belangrijk bij barcodes en kleinere teksten), onderhoudsvriendelijkheid en hoge snelheid zijn ze hiervoor uitermate geschikt. Deze printers zijn meestal monochroom.
  - ‘Hars-linten’ leveren heel duurzame (kleurvast, watervast, krasvast) afdrukken op  zelfklevende pvc-folie. Deze techniek is dus uiterst geschikt voor het aanmaken van stickers.

## Hoog stroomverbruik
Solid ink-jet printers, zoals printers van de Xerox ColorQube serie, en een aantal modellen uit de Xerox Phaser serie, worden vaak aangeprezen als milieu-vriendelijk alternatief voor een (kleuren)laserprinter. In plaats van tonercartridges zijn alleen inktstaven nodig, hetgeen de hoeveelheid afval sterk zou terugbrengen. Daar staat echter tegenover dat dit type printer, volgens fabrikant Xerox, altijd aan moet blijven staan: 24 uur per dag, 365 dagen per jaar. De printer kan ernstig beschadigd raken als hij gedurende langere tijd wordt uitgeschakeld. Daarbij is ook het stand-by stroomverbruik van dit type printer vrij hoog. Bijgevolg verbruikt een dergelijke printer wel 1000 kWh per jaar, zelfs in een thuis-omgeving, hetgeen al snel neer komt op € 200,- per jaar aan stroomkosten.